# Ешильырмак, Элиф Жале
Юлия Гурамиевна Реквава, впоследствии Эли́ф Жале́ Ешильырма́к (тур. Elif Jale Yeşilırmak; род. 30 июля 1986, Смоленск) — российская и турецкая спортсменка, борец вольного стиля, чемпионка Европы, призёр чемпионатов мира и Европейских игр.

## Биография
Юлия Реквава родилась в 1986 году в Смоленске (Россия).
В 2009 году завоевала бронзовую медаль чемпионата Европы. В 2011 году эмигрировала в Турцию и, приняв ислам, сменила имя на Элиф Жале Ешильырмак. В 2012 году стала бронзовой призёркой чемпионата Европы, а на Олимпийских играх в Лондоне, став первой в истории Олимпийских игр представительницей Турции в борьбе, заняла 16-е место. В 2014 году завоевала бронзовую медаль чемпионата мира. В 2015 году стала бронзовой призёркой Европейских игр. В 2018 году выиграла чемпионат Европы.